# Het teken van het beest
Pour plus de détails, voir Fiche technique et Distribution.
Het teken van het beest (littéralement « la marque de la bête ») est un film néerlandais réalisé par Pieter Verhoeff, sorti en 1980.

## Synopsis
La vie d'IJje Wijkstra qui a tué quatre policiers en 1924.

## Fiche technique
- Titre : Het teken van het beest
- Réalisation : Pieter Verhoeff
- Scénario : Anton Haakman, Jurriën Rood, Cherry Duyns et Pieter Verhoeff
- Musique : Ruud Bos
- Montage : Victorine H. van den Heuvel
- Production : René Solleveld
- Société de distribution : Concorde Film (Pays-Bas)
- Pays :  Pays-Bas
- Genre : Biopic, drame et historique
- Durée : 98 minutes
- Dates de sortie : 
  -  Pays-Bas : 25 septembre 1980

## Distribution
- Gerard Thoolen : IJje Wijkstra
- Marja Kok : Aaltje Botter
- Peter Faber : Dirk Tabak
- Joop Admiraal : le pasteur
- Hans Veerman : Doting
- Wim van den Brink : van der Koren
- Han Smit : Jan Hut
- Tilly Perin-Bouwmeester : la mère
- Peter Tuinman : Botter
- Hans Man in 't Veld : Dirk Wijkstra
- Ilona van Wijk : la femme Dirk Wijkstra
- Piet de Vries : Meyer
- Klaas Hulst : Werkman
- Janneke Geertsema : Fokje Boon
- Huub Hansen : Egbert Boon
- Joop Wittermans : le maître de cérémonie

## Distinctions
Le film a reçu deux nominations aux Veaux d'or et a remporté les deux prix : Meilleur film et Meilleure actrice pour Marja Kok.